# Journée internationale du souvenir de la traite négrière et de son abolition
La Journée internationale du souvenir de la traite négrière et de son abolition, mise en place par l'UNESCO, est commémorée chaque 23 août depuis 1998. Elle vise à inscrire la tragédie de la traite négrière dans la mémoire de tous les peuples.

## Choix de la date

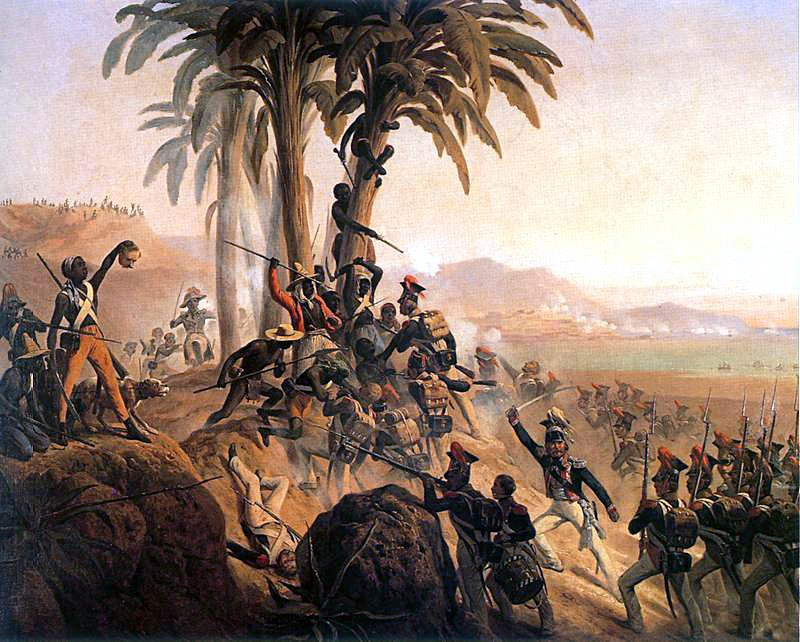
Le soulèvement des esclaves d’Haïti, par Janvier Suchodolski.

C'est dans la nuit du 22 au 23 août 1791 qu'a commencé à Saint-Domingue, aujourd’hui République d'Haïti, l'insurrection qui devait jouer un rôle déterminant dans l'abolition de la traite négrière occidentale.

## Historique des commémorations
Les premières commémorations de la Journée ont eu lieu dans plusieurs pays, notamment le 23 août 1998 à Haïti et le 23 août 1999 à Gorée au Sénégal.